# Благовещенский монастырь (Вязники)

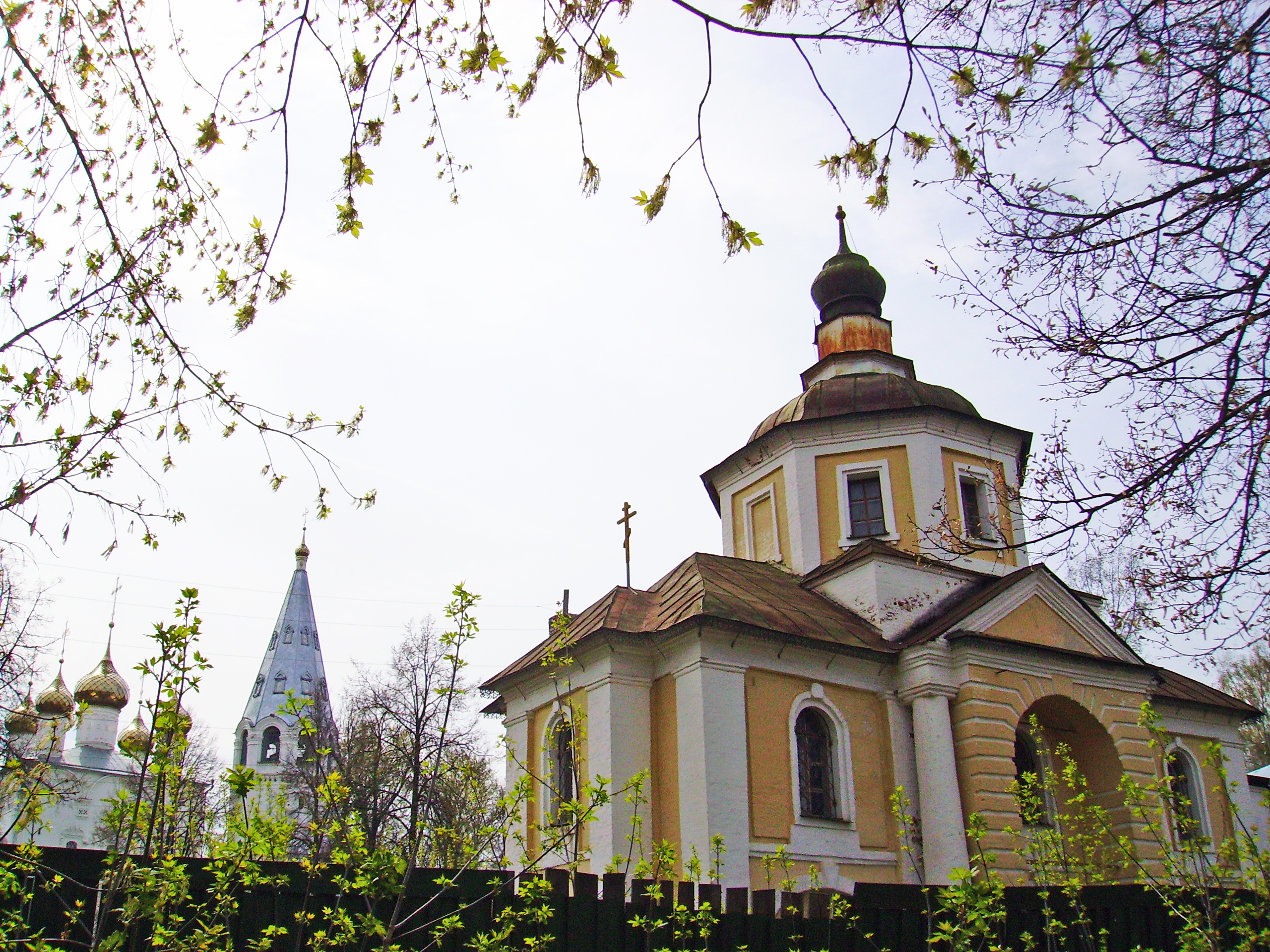
Церковь Всех Святых

Благове́щенский Семибра́тский монасты́рь — православный женский монастырь Муромской епархии Русской православной церкви, расположенный в городе Вязники Владимирской области. Основан в 1641 году.
В настоящее время он включает пятикупольный Благовещенский храм с колокольней, построенный в 1682—1689 годах, церковь Всех Святых (1792—1793 годы) и здание келейного корпуса (XVIII—XIX века).

## История
В декабре 1640 года царь Михаил Фёдорович прибыл в Вязниковскую слободу на поклонение чудотворной Казанской иконе Божией Матери, незадолго до этого обретённой. Церковный староста Иван Мухин обратился к царю с челобитной, в которой испрашивал дозволения на устройство монастыря в слободе. Государь с решением долго тянуть не стал и повелел устроить обитель у подножия горы Венец, на берегу речушки Выдерки возле «убогих домов». В 1641 году монастырь был основан.
В 1643 году были построены деревянная церковь во имя Благовещения Пресвятой Богородицы с приделами преподобных Михаила Малеина и Алексия человека Божия и деревянные же настоятельские и братские кельи. Земля, на которой построен монастырь, в древности принадлежала «Ярополчью убогому дому».

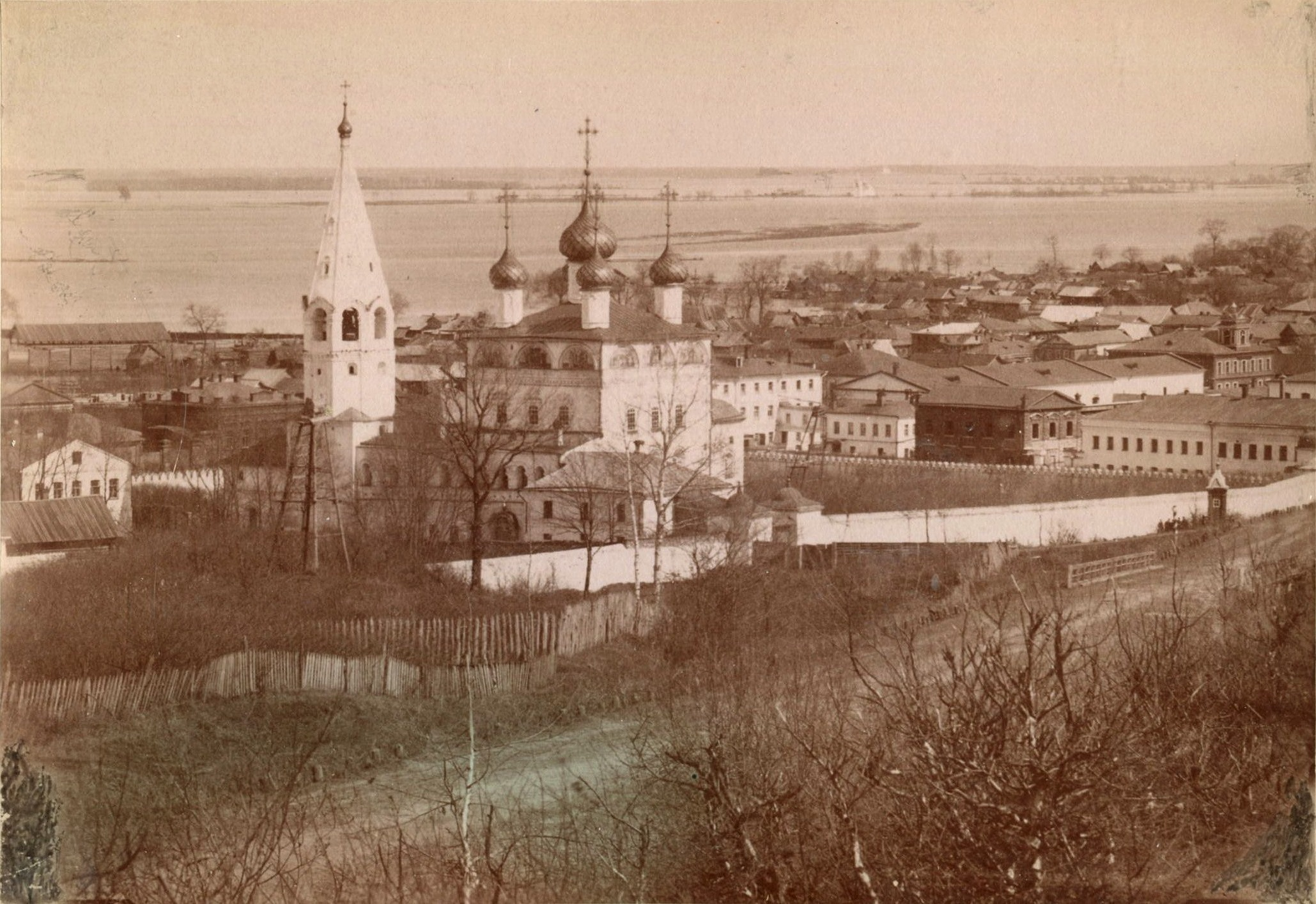
Вид на Благовещенский монастырь в начале XX века.

В 1649 году по просьбе монахов царь пожаловал монастырю земли. Обители отдали озеро Юхро и исток Юхорец с богатыми рыбными ловлями. Следующим вкладом государя в 1650 году стали огороды вдоль речки Выдерки. Члены царской семьи и ближайшее окружение стали вкладчиками монастыря, почти каждый год отписывая земли во владение вязниковским монахам.
В 1683 году вместо деревянных церквей был построен каменный двухэтажный храм также в честь Благовещения Пресвятой Богородицы вверху и в честь Трех Святителей внизу. Тогда же построен был и братский каменный корпус.
Монастырь не был закрыт во время секуляризационной реформы 1764 года, когда мелкие обители ликвидировались. Однако, лишившись государевых вкладов, он был отнесён к заштатным. Оставшиеся во владении монастыря земли продолжали содержать его немногочисленную братию.
В 1794 году над Святыми вратами освящена церковь в честь Всех Святых, заложенная двумя годами ранее. Приблизительно тогда же монастырские постройки замкнуло в себе кольцо каменной стены с четырьмя башенками. Были при монастыре и южные ворота.
В 1912 году каменные кельи были перестроены и расширены. В монастырском хозяйстве были каменные сараи, погреб, конюшня, скотный двор, баня. При монастыре действовала школа.
В 1916 году Благовещенский монастырь указом Священного синода был преобразован в женскую обитель. Настоятельницей была назначена игумения Серафима из Серапионово-Алексеевской общины, что за Клязьмой всего в нескольких вёрстах от Вязников.
Монастырь закрыли в 1920-е годы. Монахини удалились в Серапионовскую пустынь, где впоследствии были арестованы. Игумению Серафиму сослали в лагерь.
В 1930-е годы на территории закрытого монастыря было выстроено здание техникума, при этом монастырская ограда с южными воротами разобраны до основания, а келейные корпуса отобраны в жилой фонд Вязников. Оба храма (чудом уцелела и Всехсвятская надвратная церковь) переданы музею. Только благодаря музею и присвоению собору статуса памятника архитектуры церкви сохранились практически в неизменённом виде.
В 1990-х годах Благовещенский собор был передан Русской православной церкви, став приходским храмом.
21 июля 1999 года возрождение монастыря благословил архиепископ Владимирский и Суздальский Евлогий (Смирнов). Решением Синода РПЦ от 7 марта 2000 года монастырь был официально возобновлен.

## Рекомендуемая литература
- Веселовский К. Вязниковский Благовещенский монастырь // Владимирские губернские ведомости. — 1865. — № 26—27.
- Тиц А. По окраинным землям Владимирским. — М.: Искусство, 1969. — С. 28-34.
- Тельчаров А. Д. О времени постройки Вязниковского Благовещенского собора // Памятники истории и культуры. — Ярославль, 1988. — Вып. 3. — С. 83-87.
- Маштафаров А. В. Вязниковский в честь благовещения пресвятой Богородицы женский монастырь // Православная энциклопедия. — М., 2005. — Т. X : Второзаконие — Георгий. — С. 144-146. — 39 000 экз. — ISBN 5-89572-016-1.